# بازیگر و زنش
بازیگر و زنش نمایشنامه‌ای است از علی نصیریان از دههٔ ۱۳۷۰ که در سال ۱۳۹۱ به کارگردانی محسن معینی بر روی صحنه رفت.

## داستان
نمایش‌نامه بازیگر و زنش نوشته علی نصیریان است. موضوع آن رابطه بین یک بازیگر و همسرش در سفری اجباری است.

## نخستین نمایش
نمایش به کارگردانی محسن معینی و تهیه‌کنندگی نگین میرحسنی واحد و بازی علی نصیریان و محبوبه بیات است. این نمایش در سال ۱۳۹۱ در فرهنگسرای نیاوران به روی صحنه رفت.
آهنگساز این نمایش علی قمصری بود. بازیگر و زنش به مدت دو ماه در پاییز سال ۹۱ به روی صحنه رفت.

## بازیگران
- علی نصیریان[۱۰]
- عنایت شفیعی
- محبوبه بیات